# Adelheid Hanselmann

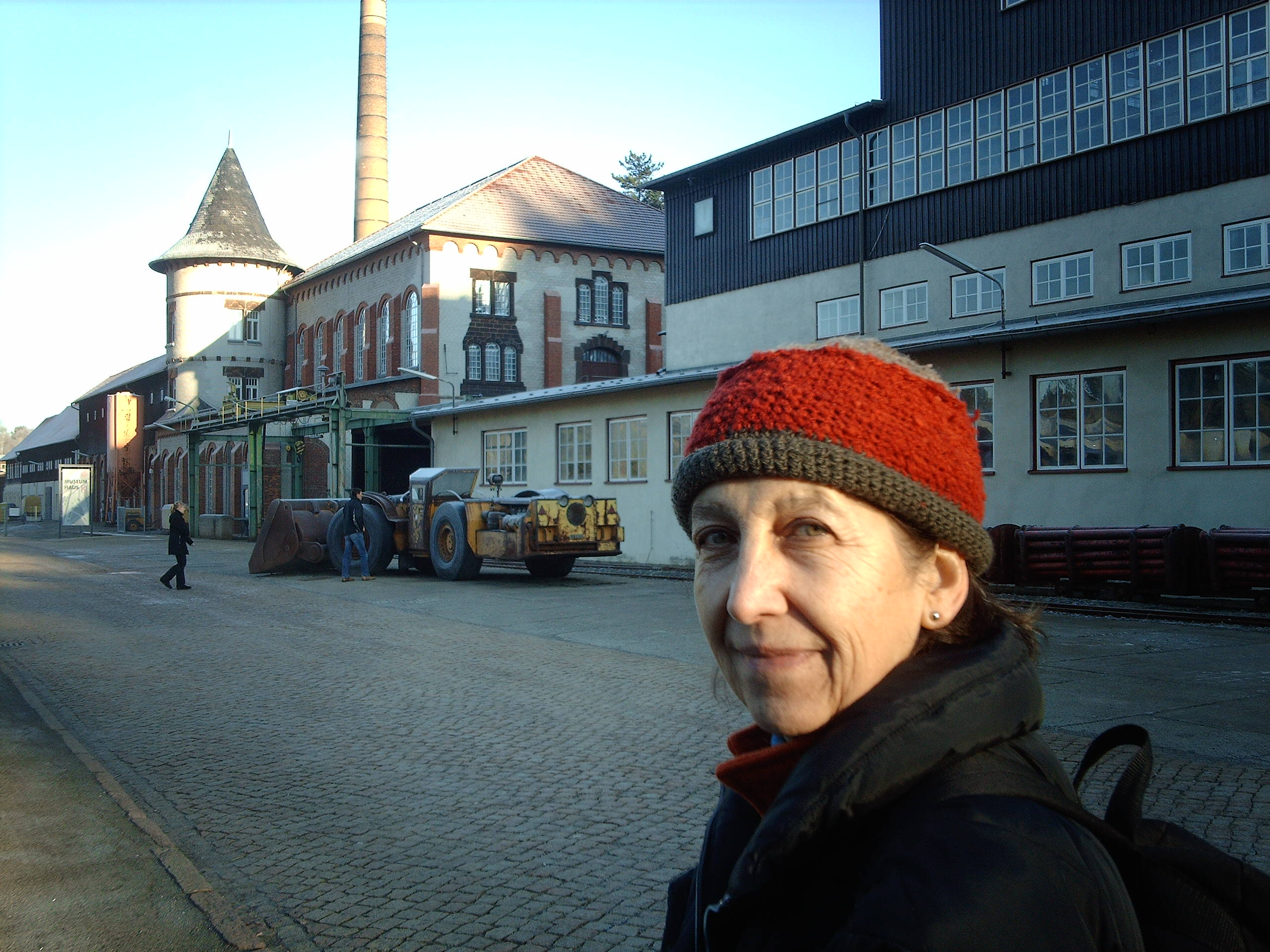
Adelheid Hanselmann, 2008

Adelheid Hanselmann-Erne (* 13. September 1946 in Schönenwerd) ist eine Schweizer Künstlerin. Sie arbeitet in den Bereichen Malerei, Zeichnung, Druckgraphik, Skulptur und Plastik, Bau-/Umweltgestaltung und Aktionskunst. 1963 bis in die Mitte der neunziger Jahre beschäftigte sie sich intensiv mit Schmuckkunst.

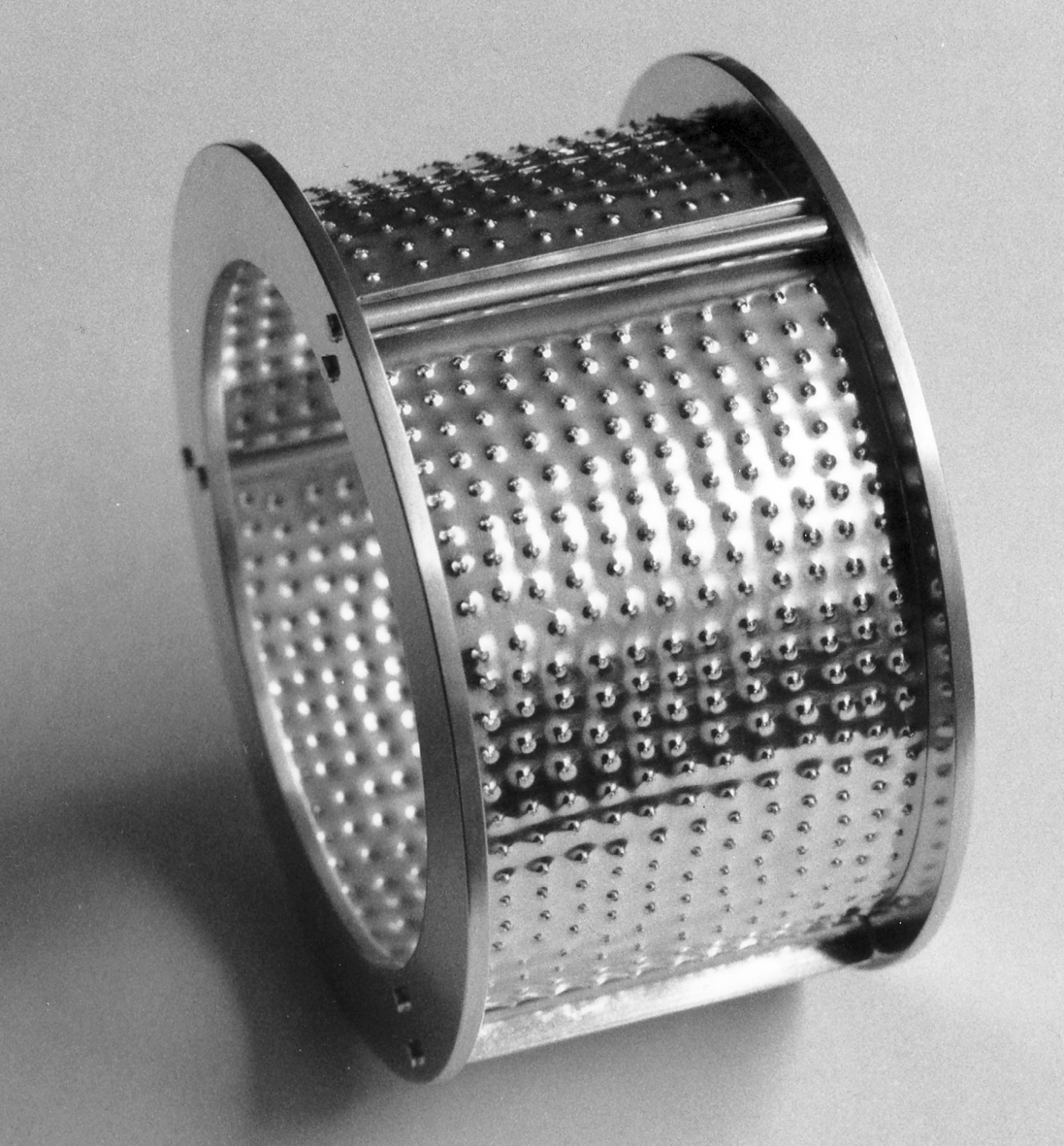
Adelheid Hanselmann: Armreif, 1989, Silber

## Leben
Adelheid Hanselmann-Erne wurde am 13. September 1946 in Schönenwerd geboren. Sie erlernte nach dem Besuch des Vorkurses an der Kunstgewerbeschule Basel ihren Wunschberuf Goldschmiedin. Nach der Berufslehre bildete sie sich unter Alfred Gruber, René Küng und Johannes Burla an der Kunstgewerbeschule Basel im dreidimensionalen Gestalten weiter. 1970–1978 arbeitete sie als Goldschmiedin und Künstlerin in Olten. 1978 zog sie nach Zürich, wo sie als Dozentin an der Kunstgewerbeschule (später umbenannt in „Hochschule für Gestaltung“ bzw. „Zürcher Hochschule der Künste“) lehrte. Die Lehrtätigkeit dauerte  bis 2006.
Während des Studienaufenthalts im Atelier des Kantons Zürich in der Cité Internationale des Arts Paris, 1981/1982, begann Adelheid Hanselmann-Erne zu malen.
2002–2009 absolvierte sie am Alfred Adler-Institut in Zürich  eine Ausbildung als psychologische Beraterin und Malleiterin. Lebte 2001 bis 2016 in Olten, jetzt in Almens GR.

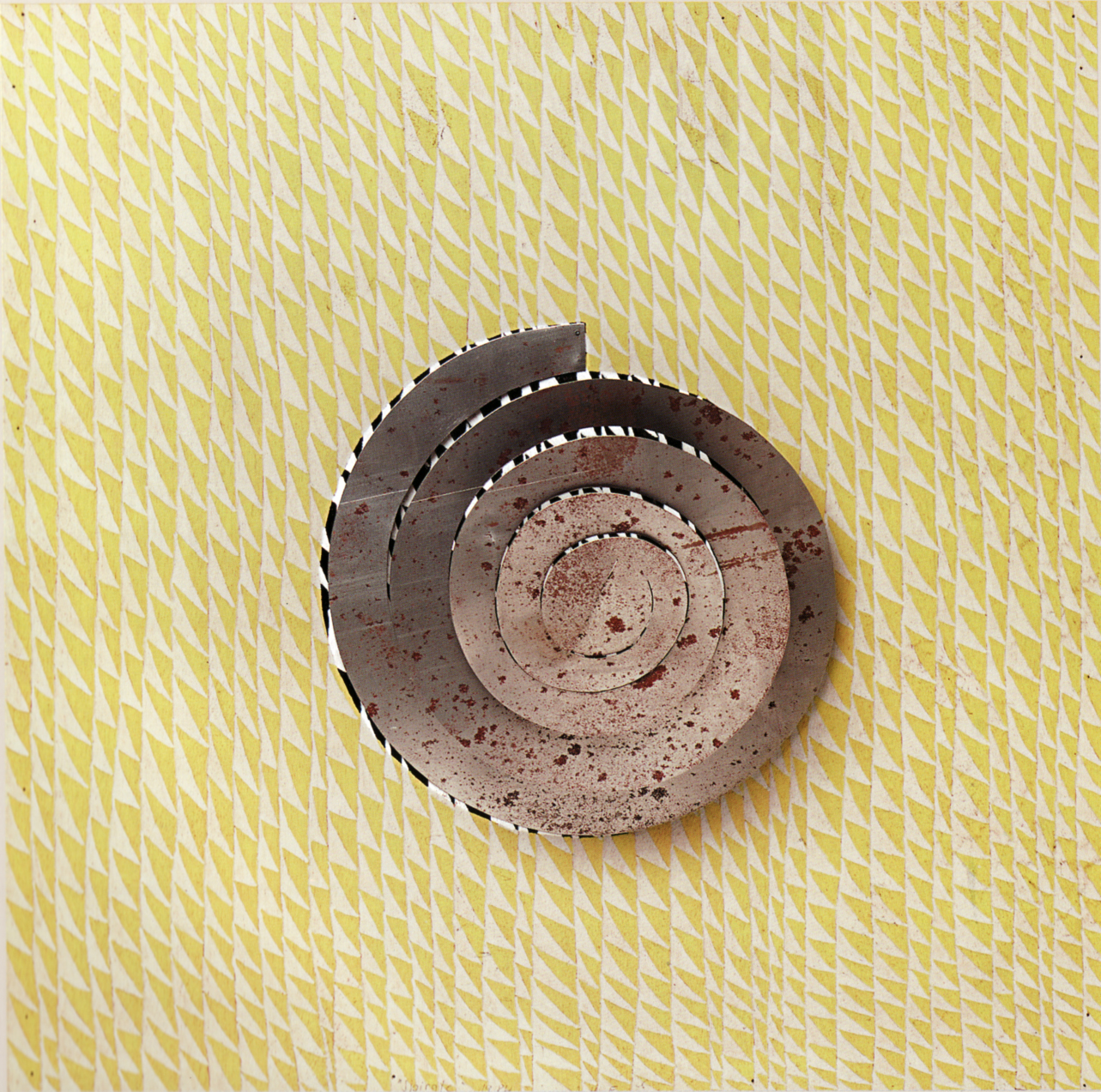
Adelheid Hanselmann: Irritation, 1980, Dispersion auf Holz/Stahl, 47 × 37 cm, Privatsammlung Genf

## Werk
Bis Mitte der 1990er-Jahre arbeitete Adelheid Hanselmann-Erne sowohl als Goldschmiedin als auch als freie Künstlerin. Die Goldschmiedearbeiten charakterisieren sich wie auch ihre Bilder und Plastiken durch einen aussergewöhnlichen Phantasiereichtum, der präzise Form in perfekter Handwerklichkeit annimmt. Das sensible, hoch differenzierte Farbempfinden der Künstlerin wird auch von Architekten geschätzt, die sie des Öfteren für Farbberatungen und -gestaltungen beiziehen. Seit 1980 hat sie über dreissig künstlerische Beiträge zwei- und dreidimensionaler Art für öffentliche und halböffentliche Bauten geschaffen.

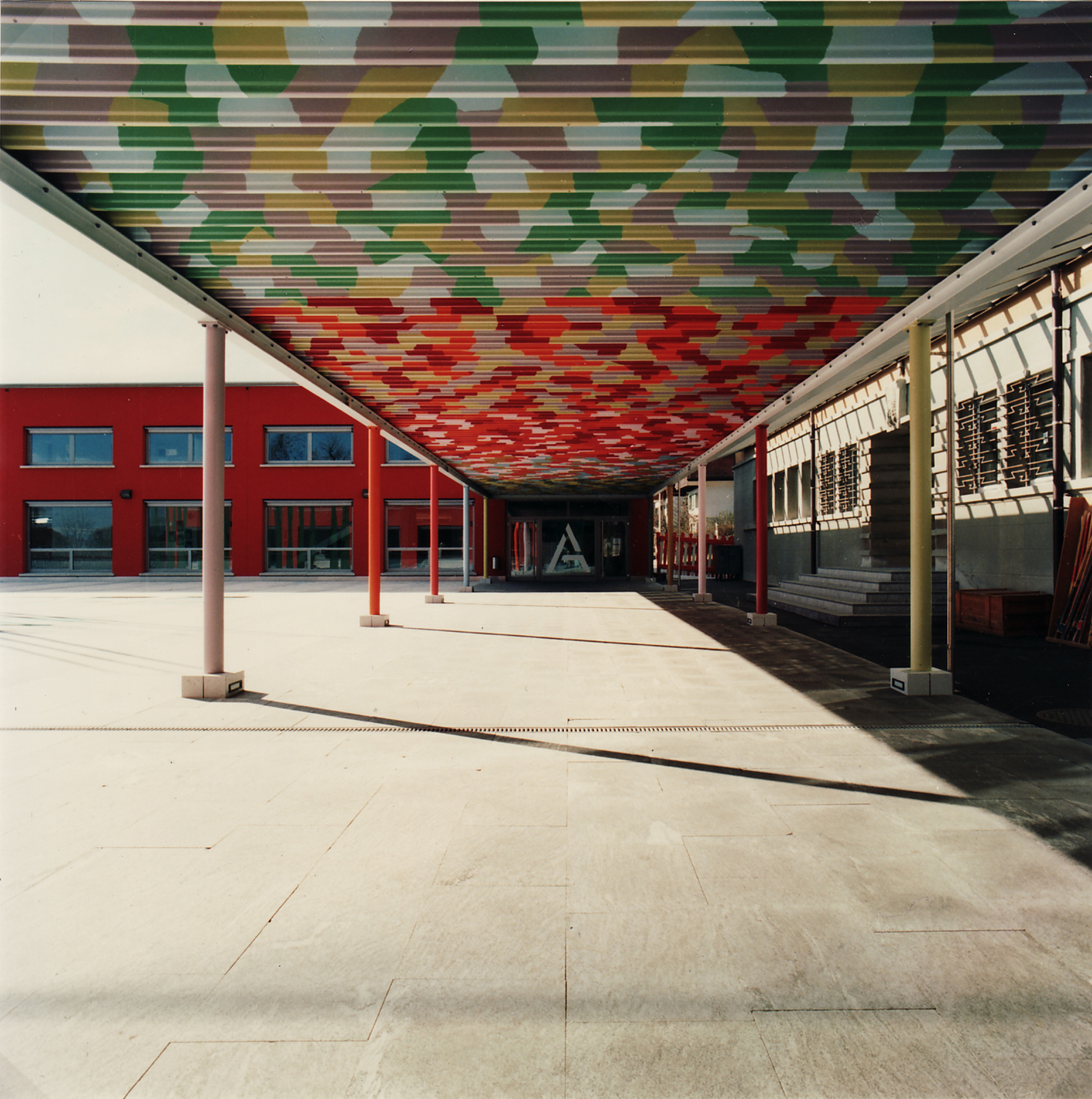
Bemalte Decke der Pausenhalle des Schulhauses Oberdorf in Oensingen. 1992–1994

«Die Künstlerin ist eine unermüdliche Schafferin, die die Stille ihres Ateliers liebt, nach innen lauscht und sich aber zugleich auch von aussen inspirieren lässt, die neue Wege sucht und findet. Es gibt kaum ein Material, das sie nicht interessiert. Selbst Fundgegenstände, absichtslos gesammelt, bekommen eine neue Bedeutung und eine ganz bestimmte Funktion in einem Objekt oder einem Bildraum».

## Kunst am Bau
Adelheid Hanselmann-Erne hat für historische und neue Bauten Kunstbeiträge geschaffen, die sich durch ein hohes Einfühlungsvermögen gegenüber der Architektur auszeichnen und gleichzeitig die Betrachterinnen und Betrachter respektieren, ohne sich bei ihnen anbiedern zu wollen.
Auswahl von Kunst am Bau-Realisierungen
- 1980/83 Zürich: Universität Irchel, Lichthof, «Wasser Erde Luft Licht Verantwortung», rostfreier Stahl, Bronzegewebe, Stahl verzinkt, Aluminium, Glas, Wasser, Erde
- 1981/82 Winterthur: Krankenheim Oberi in Oberwinterthur, Gartenanlage, 4 Plastiken, «Spiel», «Feuer», «Reife», «Reflexion», rostfreier Stahl, Corten-Stahl, Polyester
- 1985/86 Hüttwilen TG: Arbeitserziehungsanstalt Kalchrain, Reliefs, Objekte, Spielfiguren und ein Gartenhäuschen
- 1985/86 Frauenfeld: Postplatz, «Zentrum», Aluminium eloxiert, Granit
- 1986/91 Zürich: Uni, Institutsgebäude Plattenstrasse 14, Gebäudedurchgang, «Konfliktraster», Aluminium eloxiert, eingefärbter Beton, Bodenbelag Granit, Porphyr
- 1987/90 Biel: Wirtschaftsgymnasium Alpenstrasse, zwei Wendeltreppen
- 1990/91 Bettlach: Alters- und Pflegeheim Baumgarten, 4 Wandbilder «Lebensweg», im Lichthof, 1. und 2. Obergeschoss, Dispersion
- 1991 Wangen bei Olten: Gemeindekanzlei, Eingangshalle, «Die umsichtige Gemeinde/Lebensbaum», rostfreier Stahl, Acryllack
- 1992/94 Oensingen: Primarschulhaus Oberdorf, Pausenhallen-Decke, Bemalung
- 1993/94 Solothurn: Kantonale Psychiatrische Klinik, Beschäftigungsstätte, 22 Objekte, verschiedene Metalle und andere Materialien, Farbe
- 1995/96 Bättwil: Kreisschule Leimental, Pausenplatz, «Sieben Dörfer», in Stahl gegossene Relief-Bodenplatten
- 1997/98 Hofstetten: Kirche St. Niklaus, 52-teiliges Bilderfries im Altarbereich und 8-farbige Glaskörper in den Fensternischen
- 1999 Luterbach: Turn- und Mehrzweckhalle, aussen: Stele aus rostfreiem Stahl, innen: Farbband
- 2004 Buchs AG: Chocolat Frey, farbige Wandgestaltung in der Halle des neuen Betriebseingangs
- 2005 Olten: Stadttheater, Farbkonzept

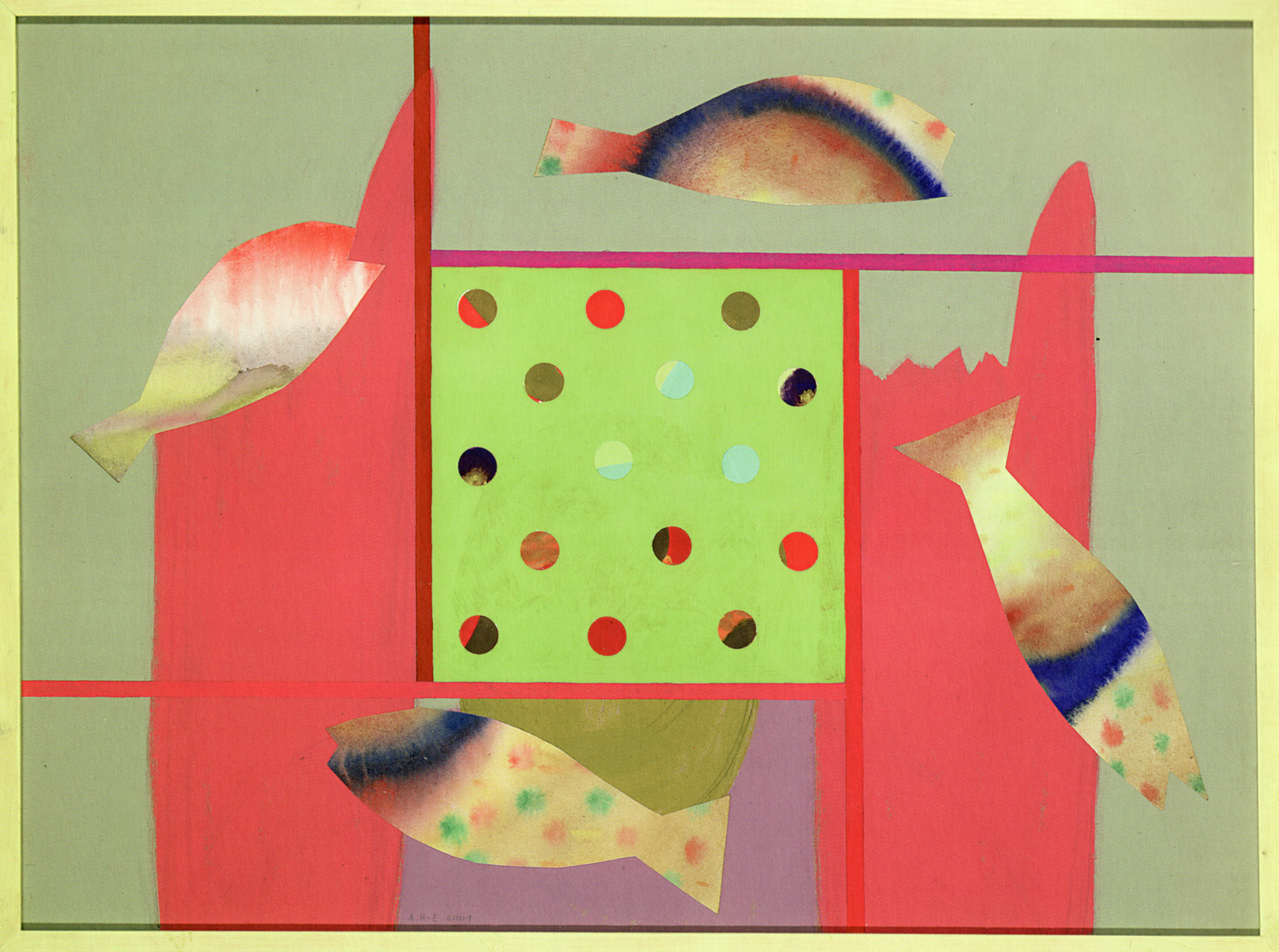
Adelheid Hanselmann: rundum schwimmen, 2001, Dispersion/Acryllack/Tempera/Aquarell auf Papier, 57,5 × 77,5 cm, Privatsammlung

## Ausstellungen (Auswahl)

### Einzelausstellungen seit 1975 an verschiedenen Orten der Schweiz
- 2001 Kunstmuseum Olten mit Katalog «wellen – frei – gang» Werke 1980 bis 2001
- 2009 und 2018 Galerie Rössli, Balsthal

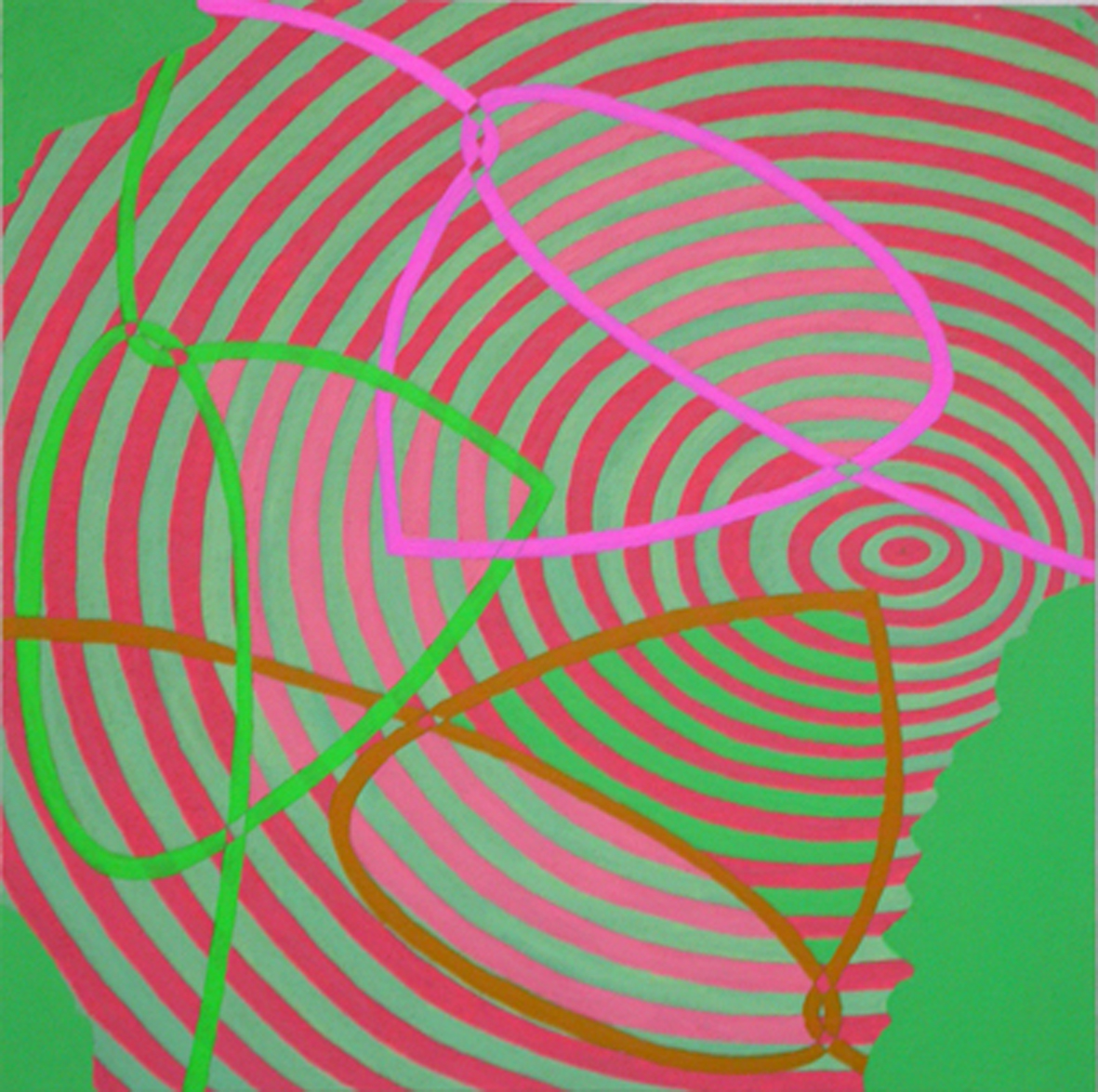
Adelheid Hanselmann: Zufall und Konstruktion Nr. 13, 2007, Acryl auf Holz, 24 × 24 cm

### Teilnahme an Gruppenausstellungen seit 1969 an verschiedenen Orten der Schweiz
- 1975 Biel: «6. Schweizerische Plastikausstellung»
- 1976 Vira Gambarogno TI: «Nationale Plastikausstellung»
- 1976 Lausanne: «2. Biennale der Schweizer Kunst»
- 1978 Winterthur: «3. Biennale der Schweizer Kunst»
- 1979 Pfäffikon SZ: Seedamm Kulturzentrum, «30 junge Schweizer Plastiker»
- 1981 Olten: Kunstmuseum und Stadthaus, «Solothurner Kunst der Gegenwart»
- 1986 Brig VS: Stockalper-Palast, «Repères/Merkzeichen»
- 1989 Dietikon ZH: «Eisen 89 – Perspektiven Schweizer Eisenplastiker 1934-1989»
- 1991 Luzern: Kunstzone im Hof, «Kunst im Gebiet der Kirche»
- 1996 Kultur im äusseren Wasseramt: «Kunst-Linie». Eine Ausstellung auf einem stillgelegten Bahngeleise
- 1998 Brig: Galerie Zur Matze, «Schweizer Bildhauer als Zeichner»
- 2000 Im Wasseramt: www.containeronline.ch, «Waschcontainer», Gemeinschaftsarbeit mit Michelle DeFalque
- 2003 Winterthur-Wülflingen: oxyd, Rauminstallation «Die Fahrhabe der Rosa Dornbusch»
- 2009 Starrkirch-Wil: Kunsthalle auf Zeit, «Zeichnen Sie weiter!»
- 2016 Alte Kirche Härkingen: «iBet», Adelheid Hanselmann und Michelle DeFalque, mit Beiträgen von Gina Chiara, Stephan Stutz und Peter Killer
- 2016 Olten: Stadthaus, «plötzlich all dieser freie Raum – Fokus Kunst im Hammer Olten», eine Ausstellung des Kunstvereins Olten.

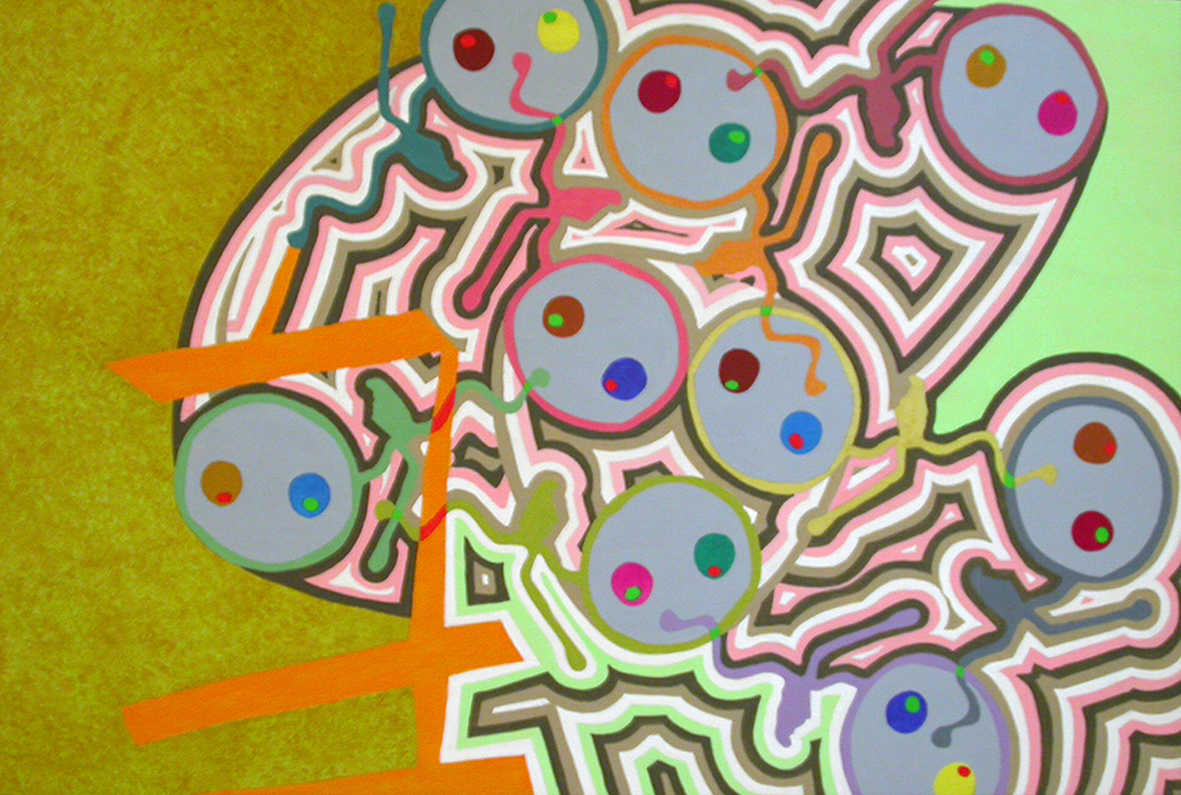
Adelheid Hanselmann: Zufall und Konstruktion Nr. 3, 2008, Acryl auf Holz, 30 × 45 cm, Privatsammlung

## Tafelbilder und Skulpturen in öffentlichem Besitz
- Kunstsammlung für Angewandte Kunst der Schweizerischen Eidgenossenschaft
- Kunstmuseum Olten[4]
- Kunstsammlung des Kantons Solothurn
- Kunstsammlung der Stadt Zürich
- Collezione del Fondo Cotti, Lugano
- Kunstsammlung des Seedamm Kulturzentrums Pfäffikon SZ

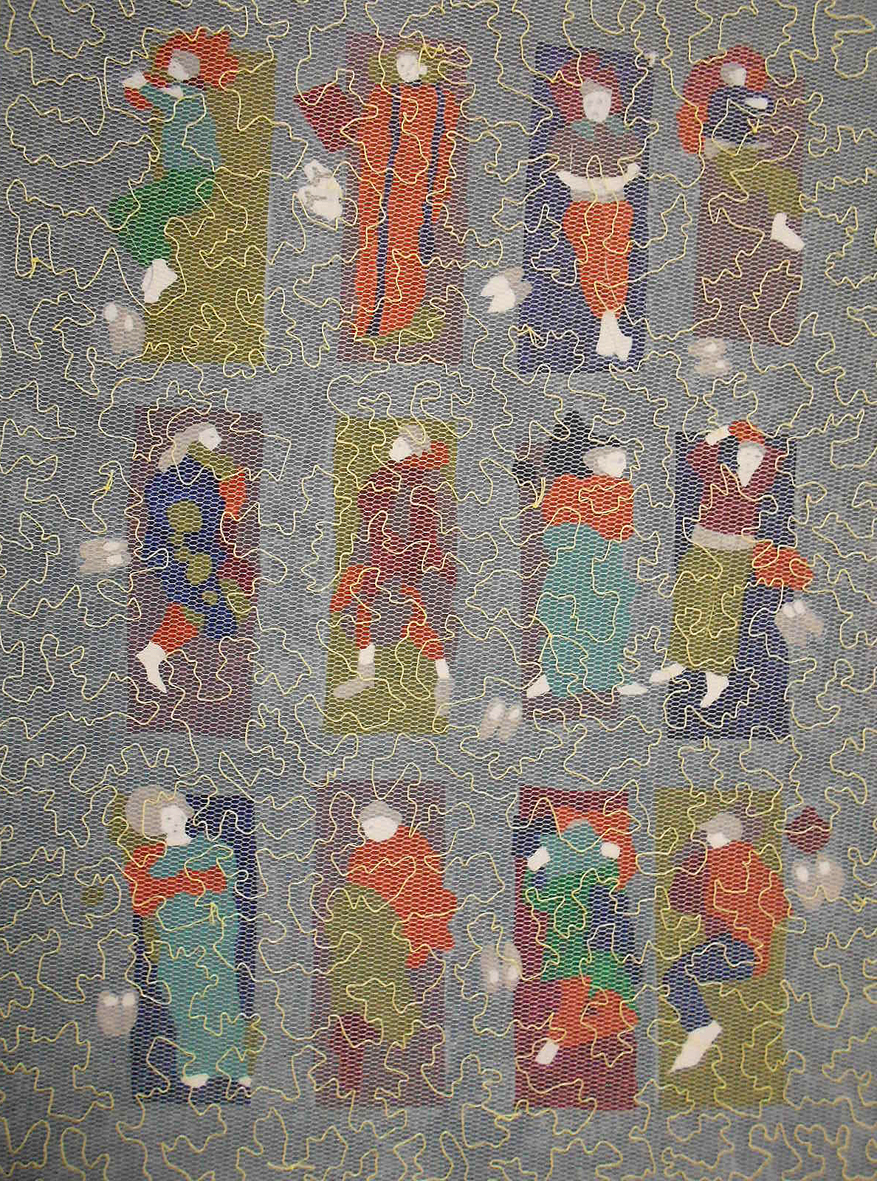
Adelheid Hanselmann: Traumgewirke, 2011, Faden/Tüll/Acryl auf Papier, 35 × 26 cm, Privatsammlung

## Bibliografie (Auswahl)
- Hansruedi Autengruber: Wenn Besitzergreifen zum Begreifen wird. Zeitschrift der Gesellschaft Schweizer Maler, Bildhauer und Architekten GSMBA, Nr. 2, April 1976
- Adelheid Hanselmann: Gedanken zu den Arbeiten. Faltblatt zur Einzelausstellung in der Galerie Lempen Zürich, 1978
- Nino Weinstock: Ohne Titel. Faltblatt zur Einzelausstellung in der Galerie Feldberg 90, 1981.
- Peter Killer: Ohne Titel. Im Katalog der Einzelausstellung im Kunsthauskeller Biel, 1984
- Fabrizio Brentini: Ohne Titel. Im Katalog der Einzelausstellung in der Galerie im Rothenburgerhaus Luzern, 1989
- Fabrizio Brentini: Begrenzter Raum. Im Katalog der Gruppenausstellung «Kunstzone» im Hof Luzern
- Marianne Gerny-Schild: Adelheid Hanselmann – von Ort zu Ort. Im Katalog der Ausstellung: «Neu ausgedrückte Spiritualität – Drei zeitgenössische Kunstschaffende begegnen vergessenen religiösen Bildern aus dem Kunstmuseum Olten und Solothurn», Stadthaus Olten, 1996
- Ronald Schenkel, Zürich: Ohne Titel. Im Katalog der Gruppenausstellung «Auf dem 47. Breitengrad». Zug und Solothurn, Herausgeber: Vereinigung Zuger Künstler und Künstlerhaus S11 Solothurn. 1997
- Barbara Miesch-Müller: Wasser – Lachen. Im Katalog der Doppelausstellung Adelheid Hanselmann / Michelle DeFalque, Galerie Rössli Balsthal, 2000
- Peter Killer: Adelheid Hanselmann – eine fleissige Träumerin und Schafferin. Im Katalog der Einzelausstellung im Kunstmuseum Olten «wellen – frei – gang. Werke 1980– 2001», 2001
- Madeleine Schüpfer: Im Wechselspiel der inneren und äusseren Wirklichkeit — Porträt der Oltner Malerin und Plastikerin Adelheid Hanselmann. Oltner Neujahrsblätter 2003, Seite 38
- Gabriele Bono: Vorwort.  Kunstverein Olten: Im Katalog der Ausstellung «Zufall und Konstruktion» (mit Hansjörg Müller und Adrien Jutard), Stadthaus Olten, 2012
- Maria Brehmer: Zufall und Konstruktion.  Kunstverein Olten: Im Katalog der Ausstellung «Zufall und Konstruktion» (mit Hansjörg Müller und Adrien Jutard), Stadthaus Olten, 2012